# 楔體
在幾何學中，楔體又稱為鍥體，是多面體的一種類型，是擬柱體的子類。
若一個擬柱體滿足下方底面是梯形或平行四邊形、上方底面是二角形或線段且平行於底面，則稱有這樣性質的擬柱體為楔體。
正十二面體可以切割成一個正方體和六個全等的楔體。

## 常見的楔體
| 三角柱 (平行三角楔) | 鈍角楔體可以分割成2個正四面體 | 一個由8個三角形和2個正方形面構成構成的楔體。它可以被看作是由兩個四角錐和一個四面體的組合。 | 正十二面體可以切割成一個正方體和六個全等的楔體 |

## 外部連結
- 埃里克·韦斯坦因. . MathWorld.